# Hogna lupina
Hogna lupina är en spindelart som först beskrevs av Karsch 1879.  Hogna lupina ingår i släktet Hogna och familjen vargspindlar.
Artens utbredningsområde är Sri Lanka. Inga underarter finns listade i Catalogue of Life.